# Pterolophia lychrosoides
Pterolophia lychrosoides là một loài bọ cánh cứng trong họ Cerambycidae.